# Pagai del Norte
Pagai del Norte (en indonesio: Pulau Pagai Utara) es una de las islas Mentawai en la costa occidental de Sumatra en Indonesia. Está al sur de la isla de Sipura y al norte de Pagai del Sur (o Pagai Selatan).

## Geografía
La isla está a 134,7 kilómetros al sur de Sumatra, el punto más alto alcanza los 336 m sobre el nivel del mar. La isla mide 40 km de largo y hasta 27 km de ancho y posee una superficie de 622,3 kilómetros² gran parte de la cual esta cubierta por bosques tropicales. Pagai del Norte y del sur tenían una población conjunta de 20.974 habitantes en el año 2000.

## Historia
En 1792 llegó un buque de la British East India Company, a las Islas Pagai. Solo en julio de 1864 Pagai del Norte se hizo parte de las Indias Orientales Neerlandesas. En 1901 misioneros alemanes establecieron una estación en la costa sur. El primer misionero fue asesinado, y solo hasta 1915 se convirtió al primer nativo. Desde mediados de la década de 1990, los surfistas australianos descubrieron que varias islas (también Pagai del Norte) eran buenas para el surf. El turismo tiene un alcance modesto pero creciente.
Después del terremoto frente a la isla de Sumatra en 2004, la actividad sísmica ha sufrido un gran aumento.